# Bryoerythrophyllum afrorubellum
Bryoerythrophyllum afrorubellum là một loài Rêu trong họ Pottiaceae. Loài này được (Broth. & Wager) De Sloover mô tả khoa học đầu tiên năm 1979.